# 정무직공무원
정무직 공무원(政務職 公務員)은 선출직 공무원과 정치적으로 초고위직으로 임명되는 특수경력직 공무원을 합쳐서 부르는 말이다. 과거에는 고관대작으로 통용해서 불렀다. 조선귀족령 시대에는 대례복을 입었다.

## 대한민국
③ "특수경력직공무원"이란 경력직공무원 외의 공무원을 말하며, 그 종류는 다음 각 호와 같다.  <개정 2012.12.11., 2013.3.23.>
1. 정무직공무원
가. 선거로 취임하거나 임명할 때 국회의 동의가 필요한 공무원
나. 고도의 정책결정 업무를 담당하거나 이러한 업무를 보조하는 공무원으로서 법률이나 대통령령(대통령비서실 및 국가안보실의 조직에 관한 대통령령만 해당한다)에서 정무직으로 지정하는 공무원
2. 별정직공무원: 비서관·비서 등 보좌업무 등을 수행하거나 특정한 업무 수행을 위하여 법령에서 별정직으로 지정하는 공무원

대한민국의 정무직공무원은 선출직 공무원과 임명할 때 국회의 동의가 필요한 공무원, 임명할 때 국회의 동의가 필요하지는 않으나 고도의 정책결정 업무를 담당하는 공무원 중 일부가 있다.
대한민국의 정무직공무원으로는 대통령, 국무총리, 부총리, 감사원장, 장관, 차관, 지자체장 등을 뜻한다.

## 일본
일본에서는 내각의 내각총리대신, 고위관료를 뜻한다. 20세기까지 귀족들이 정무직공무원을 겸했다.

## 미국
비선출직 정무직 공무원으로는 고위관료를 뜻한다.

## 영국
비선출직 정무직공무원으로 장관, 부장관, 정무차관을 뜻한다.